# Bronzit

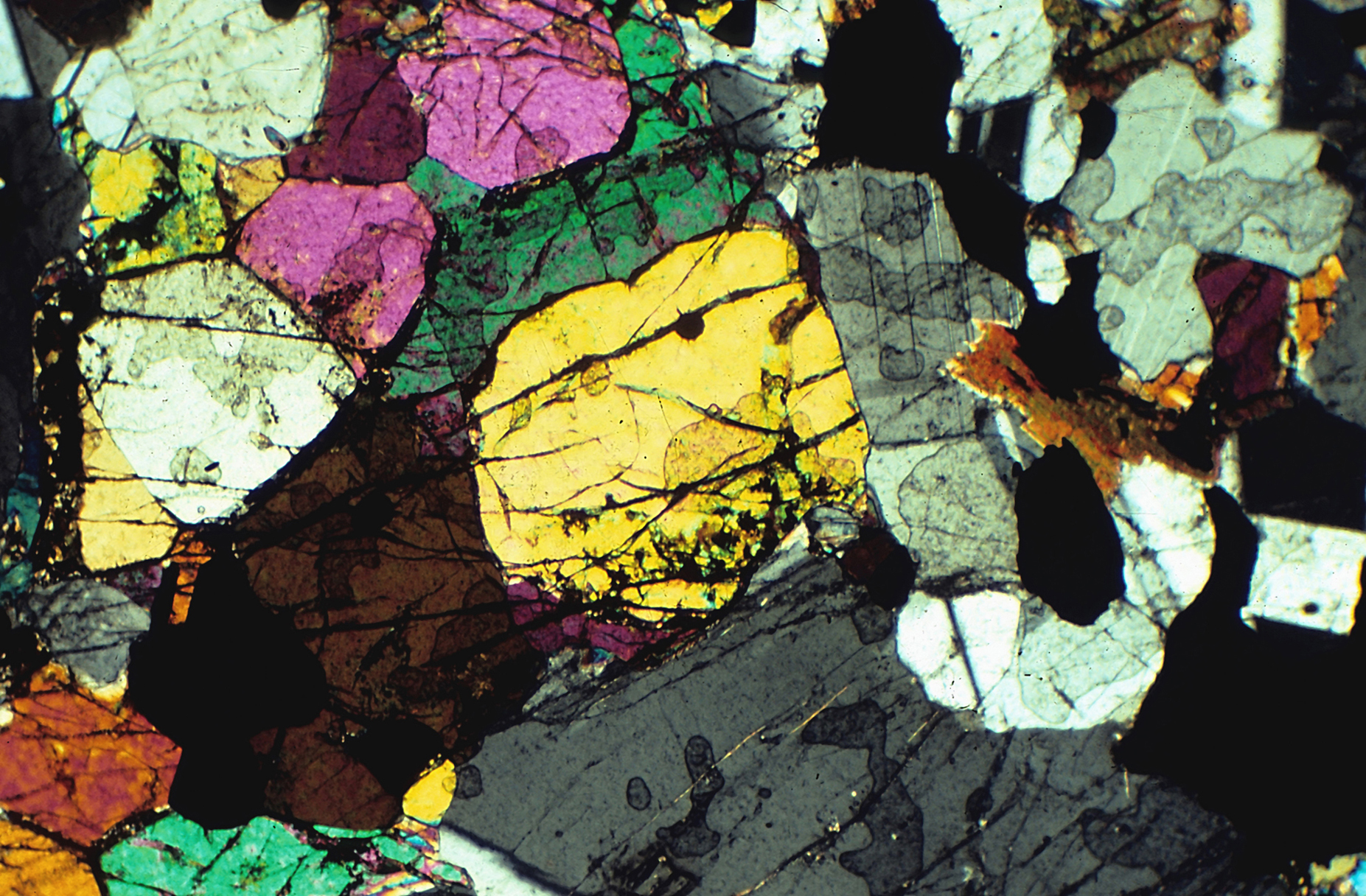
Bronzitit, mẫu lát mỏng của đá chứa olivin và pyroxen, hầu hết là bronzit. Ảnh chụp bằng ánh sáng phân cực.

Bronzit là một khoáng vật trong nhóm pyroxen cùng với enstatit và hypersthen đến orthopyroxen. Ngoài việc là một loại riêng biệt, nó thực sự là một biến thể chứa sắt của enstatite, đó là do sự thay thế một phần có ánh bán kim giống như đồng thau trên mặt cát khai.